# Palais Doria De Fornari
Le palais Doria De Fornari est un édifice historique situé dans le centre historique de Gênes sur la très centrale Piazza De Ferrari.

## Histoire

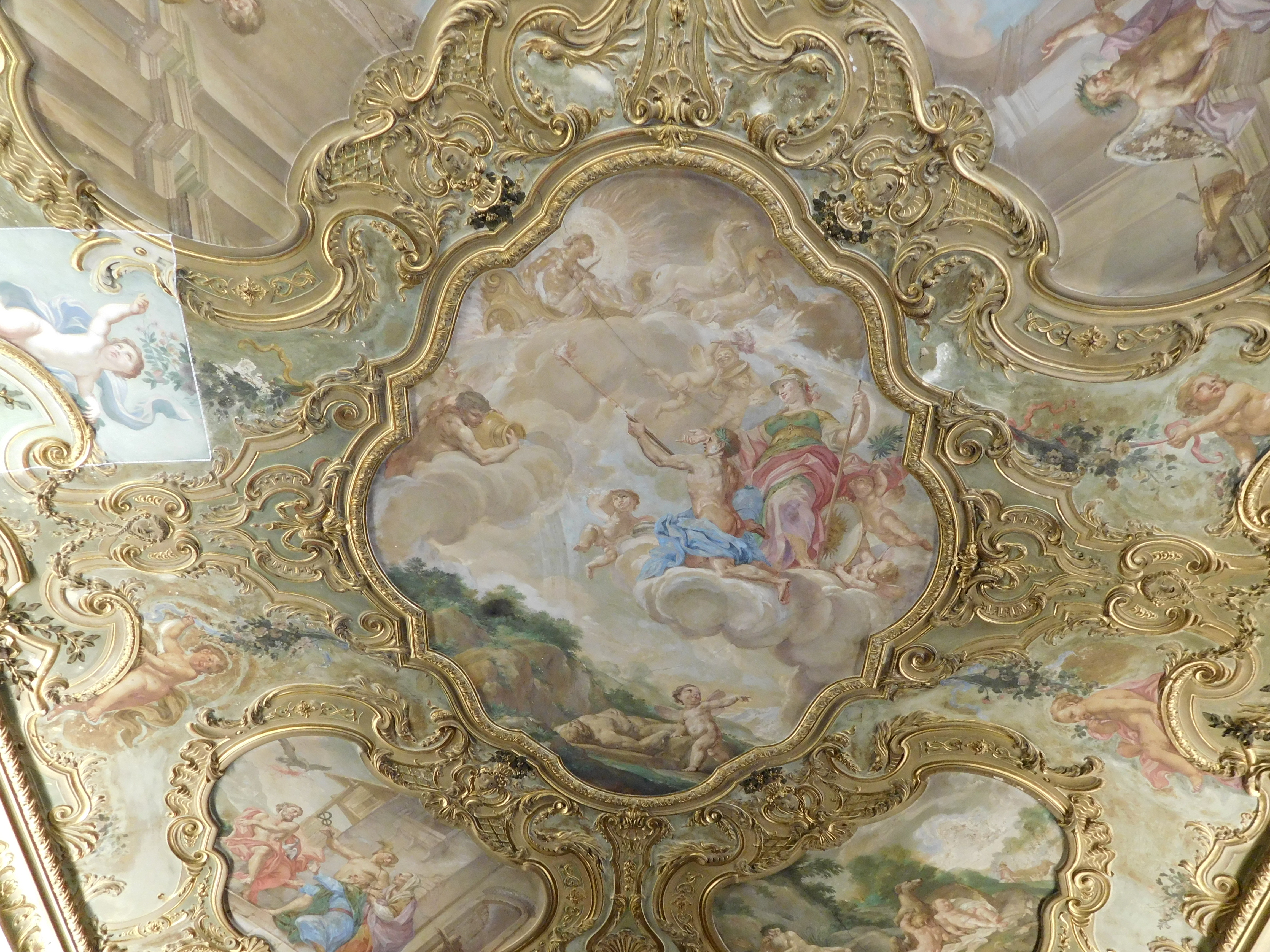
Décoration intérieure

Construit à l'époque médiévale, il était probablement accessible depuis la place San Matteo et est en fait cohérent en termes de chronologie et de disposition architecturale et décorative avec les autres bâtiments de la famille Doria, comme le montrent les arcs sur piliers bichromes noir et blanc et les chapiteaux gothiques trouvés dans les pièces de l'étage supérieur et du rez-de-chaussée, sous de la zone de circulation actuelle de la Piazza De Ferrari.
Il a été rénové entre la fin du XVIe siècle et le début du XVIIe siècle, en même temps que l'agrandissement de la Piazza Nuova (actuelle Piazza Matteotti) et la réorganisation de la Piazza San Domenico (plus tard Piazza De Ferrari), alors dominée par l'église et le couvent des Dominicains (jusque dans les années 1820, dans l'espace qu'occuperont plus tard le Théâtre Carlo Felice et l'Accademia ligustica di belle arti).
Vraisemblablement au XVIIe siècle, le palais a été enrichi sur la façade vers l'actuelle Piazza De Ferrari par un jardin en terrasses limité par deux loggias latérales, qui caractérisait la façade du bâtiment jusqu'à la transformation et le réaménagement complet de la place et des bâtiments au XIXe siècle, après la démolition du couvent dominicain.
Construit pour la famille Doria, il passa ensuite à la famille De Fornari. Au XIXe siècle, le bâtiment fut transformé en hôtel, en 1855 l'hôtel « Lega Italiana », puis Grand Hôtel de Genes, enfin le Banco di Chiavari. Le bâtiment a été réaménagé au XIXème siècle.

## Description
Le bâtiment présente une façade de style néoclassique Ligure reconstruite au XIXe siècle.
À l'intérieur, au rez-de-chaussée, les pièces conservent de précieuses décorations de la fin du XVIIIe siècle : fresques de Lorenzo De Ferrari (le salon néoclassique avec Apollon et les arts) ; des stucs probablement conçus par lui dans plusieurs pièces (un salon est dédié aux histoires d'Énée) et dans la petite galerie ; des fresques entre des décorations en stuc de Francesco Campora (salon avec le Mythe de Prométhée et d'autres mythes classiques et une alcôve avec la Naissance de l'Amour) et une pièce peinte par le florentin Sigismondo Betti avec des représentations allégoriques complexes liées au passage du temps.